# Besleriinae
Besleriinae je podtribus gesnerijevki smješten u tribus Beslerieae, dio potporodice Gesnerioideae. Sastoji se od 4 roda s 239 vrsta.

## Sistematika
1. Subtribus Besleriinae G. Don
  1. Besleria L. (168 spp.)
  2. Gasteranthus Benth. (39 spp.)
  3. Cremosperma Benth. (26 spp.)
  4. Reldia Wiehler (6 spp.)